# Nesitanebetaixru
Nesitanebetaixru (ns-t3-nb.t-ỉšrw) va ser una princesa de la XXI dinastia. El nom significa "pertanyent a la dama del Ashru"; l'ashru o isheru era un llac sagrat en forma de mitja lluna que hi havia al voltant dels temples de les deesses solars, en aquest cas el de la deessa Mut.
Era filla del faraó Pinedjem II, Summe Sacerdot d'Amon, i de Neskhons. El seu nom apareix en el text funerari de la seva mare, escrit sobre una tauleta de fusta. La seva mòmia, taüts i uixeptis es van trobar a la tomba TT320 de Deir el-Bahari, i avui en dia són al Museu d'Antiguitats Egípcies del Caire.
No cal confondre aquesta Nesitanebetaixru amb la Nesitanebetaixru de la XXII dinastia que era l'esposa del també Summe Sacerdot d'Amon, Shoshenq, i mare del faraó Horsiese I.